# Komedianti
Komedianti (italsky I Pagliacci) je název opery Ruggiera Leoncavalla z roku 1892. Autorem libreta je sám skladatel, námětem se mu stala příhoda, kterou viděl na vlastní oči - odtud také přesné datování děje opery. Opera obsahuje slavnou árii CaniaVesti la giubba (též Recitar..., nebo Ridi pagliaccio! / Směj se, paňáco!).
Tato opera patří k uměleckému směru nazývanému verismus. Je dodnes celosvětově populární především díky zpěvnosti a jednoduchosti jednotlivých hudebních čísel. Tradičně se uvádí společně s jednoaktovou operou Pietra Mascagniho Sedlák kavalír.

## Hlavní postavy
- Canio (tenor)
- Peppe (tenor)
- Tonio (baryton)
- Nedda (soprán)
- Silvio (baryton)

## Obsah

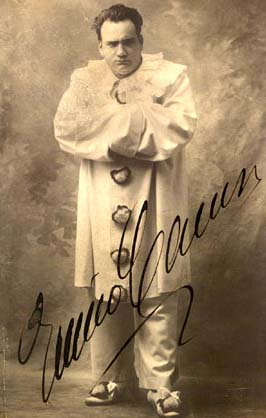
Enrico Caruso jako Canio

Komedianti je dramatická opera o dvou dějstvích. Její děj se odehrává na venkově v Kalábrii 15. srpna 1865 .

### Děj
Do vesnice přijíždí vůz potulných komediantů. Zatímco vesničané se těší na představení, uvnitř kolektivu herců to vře. Principál Canio chorobně žárlí na svou mladou ženu Neddu, takže nedovolí ostatním hercům, aby se k ní byť jen přiblížili. Jeden z nich - Tonio - navíc Neddu opravdu nešťastně miluje, ta jej ale od sebe odhání bičem, čímž ho smrtelně urazí.
Tonio zjistí, že Nedda má milence - vesničana Silvia, s nímž plánuje útěk. Tonio přivádí na jejich schůzku Cania, který se na Neddu vrhá s nožem. Ostatní herci jej ale zadrží - je čas se převléknout do kostýmů a zahájit představení.
Do komedie, kterou herci hrají, se ale postupně čím dál tím více mísí jejich konflikty z reálného života - Canio jako Paňáca vytýká Neddě jako Kolombíně, že je mu nevěrná, když ji přitom pozvedl z bahna a zachránil před smrtí hladem, což nemá s dějem hry (až na tu nevěru) nic společného. Diváci postupně vycítí, že to, co se děje na pódiu, již není hra, ale skutečnost. Nakonec se Canio neudrží a probodne Neddu nožem. Z obecenstva jí přiskočí na pomoc Silvio, ve kterém Canio poznává Neddina milence a probodává ho také.